# Montesquieu-Avantès
 Montesquieu-Avantès  là một xã ở tỉnh Ariège, thuộc vùng Occitanie ở phía tây nam nước Pháp.